# Evertomyia webbi
Evertomyia webbi är en tvåvingeart som beskrevs av Stephen D. Gaimari 2004. Evertomyia webbi ingår i släktet Evertomyia och familjen lövflugor.
Artens utbredningsområde är Nya Kaledonien. Inga underarter finns listade i Catalogue of Life.